# Psychotria tahitensis
Psychotria tahitensis là một loài thực vật có hoa trong họ Thiến thảo. Loài này được (Drake) Drake miêu tả khoa học đầu tiên năm 1890.